# Mon manège à moi
Mon manège à moi è un brano musicale di Édith Piaf del 1958, tratto dall'album A L'Olympia - N° 3, musicato da Norbert Glanzberg su testo di Jean Constantin. A seguito di un equivoco, Constantin scrisse il testo su un brano che non era destinato a diventare una canzone, ma a far parte della colonna sonora del film Mon oncle di Jacques Tati. La canzone divenne uno dei più grandi successi di Édith Piaf.
Nel 1993 Étienne Daho la riprese e la ripubblicò come singolo. Entrata nella classifica Top 50 il 20 novembre 1993, al 38º posto, riuscì a risalire fino al 4º posto dei singoli nelle ultime due settimane del gennaio 1994.